# Бекаровка
Бе́каровка (укр. Бекарівка) — село,
Куприяновский сельский совет,
Вольнянский район,
Запорожская область,
Украина.
Код КОАТУУ — 2321582202. Население по переписи 2001 года составляло 219 человек.

## Географическое положение
Село Бекаровка находится на левом берегу реки Мокрая Московка,
выше по течению на расстоянии в 2 км расположено село Куприяновка,
ниже по течению на расстоянии в 1 км расположено село Череповское (Запорожский район).

## История
- 1790 год — дата основания.